# 爪木晩山
爪木 晩山（つまき ばんざん、寛文2年〈1662年〉 - 享保15年8月15日〈1730年9月26日〉）は江戸時代中期の俳人。京都の人。初号は永可、別号に唫花堂、ニ童斎。

## 生涯
寛文2年（1662年）生まれ。貞門派宮川松堅に俳諧を学び、元禄初年から活動が見られる。この頃は御幸町通錦小路上ルに在住。元禄3年（1690年）に刊行した『千世の古道』が、中島随流門下と見られる暁ノ夢助『京大坂誹諧山獺評判』に「晩山本式百韻批判の事」として批判され、元禄5年（1692年）門弟石柱が『獏物語』で反論を行った。
元禄12年（1699）頃能登国七尾に旅して在地の俳人と交わり、その後涼風軒菊池提要編『能登釜』、細流軒大野長久編『欅炭』、余力堂勝木勤文編『珠洲之海』、大恵堂樹水編『誹諧伊勢参』に序跋を寄せている。元禄17年（1704年）、加藤磐斎の旧宅を購入し、富小路通仏光寺下ルに移住した。宝永5年（1708年）、天橋立に旅行して『橋立案内誌』を刊行した。
享保15年（1730年）8月15日死去。辞世は「まめで居よ身はならはしの草の露」。遺言により双ヶ丘長泉寺吉田兼好墓の隣に建てられたが、大正11年（1922年）には所在不明となっている。

## 編著
『千世の古道』
元禄3年（1690年）6月5日刊。一門による百韻。現存せず。
『橋立案内誌』
宝永5年（1708年）刊。上巻は天橋立の紀行で、密厳寺成就院、知恩寺、和泉式部墓、斉藤徳元墓、天橋立を巡り、古人の詩歌や宮津周辺の俳人の発句を収録する。下巻は旅における連句集。
『橋立案内誌追加』
正徳3年（1713年）3月刊。『橋立案内誌』の続編だが、天橋立とは無関係で、古今の発句を無作為に収録する。
『俳諧水名瀬川大伝授』
正徳4年（1714年）12月25日射馬郁麿に与えたてにをは秘伝書。

## 文化財
- 俳諧百人一首額 - 正徳2年（1712年）、石川県羽咋郡志賀町八幡所在、昭和41年（1966年）1月12日富来町指定文化財[4]。